# Pyxichromis
Genre
Pyxichromis est un genre de poissons téléostéens (Teleostei).

## Liste des espèces
Selon ITIS (3 fev. 2016) :
- Pyxichromis orthostoma (Regan, 1922)
- Pyxichromis parorthostoma (Greenwood, 1967)

Ce genre n'est pas reconnu par FishBase (3 fev. 2016) qui place ses espèces dans le genre Haplochromis.